# Julius S. Held
Julius Samuel Held (1905 - 2002) est un historien de l'art, collectionneur et spécialiste des peintres néerlandais Pierre Paul Rubens, Antoine van Dyck et Rembrandt. Il a publié plusieurs monographies et a notamment rassemblé une grande collection de livres rares, la Julius S. Held Collection of Rare Books

## Biographie
Julius S. Held naît le 15 avril 1905 de Adolf et Nannette Held, qui tiennent un magasin de vêtements à Mosbach, en Allemagne. Il étudie à Fribourg, Heidelberg, Berlin et Vienne et obtient un doctorat à l'université de Fribourg en 1930 avec une thèse sur Albrecht Dürer.
Après que le régime nazi arrive au pouvoir en 1933, Held cherche un moyen d'émigrer ; il arrive aux États-Unis en 1934. Deux ans plus tard, il se marie avec Ingrid-Marta Nordin-Petterson, conservatrice d'art, avec qui il a deux enfants.
Julius S. Held a bénéficié à deux reprises de la Bourse Guggenheim, en 1952 et 1966.
Held devient professeur d'histoire de l'art au Barnard College de l'université Columbia de 1937 à 1970. Il prend ensuite sa retraite et déménage à Bennington dans le Vermont, où il meurt en décembre 2002 à l'âge de 97 ans.

## Œuvre
Julius S. Held a écrit plusieurs monographies sur des peintres néerlandais, dont Rembrandt, Antoine van Dyck et Pierre Paul Rubens,.
Il est surtout connu pour la collection de ses livres rares, Julius S. Held Collection of Rare Books, de 283 volumes.